# Samuel Humnicki
Samuel Humnicki herbu Gozdawa – podstoli sanocki w latach 1626–1653, dworzanin królewicza Władysława.
Poseł na sejm warszawski 1626 roku z województwa ruskiego. Poseł na sejm nadzwyczajny 1626 roku z ziemi sanockiej.